# یواس‌اس هوبسن (دی‌دی-۴۶۴)
یواس‌اس هوبسن (دی‌دی-۴۶۴) (به انگلیسی: USS Hobson (DD-464)) یک کشتی بود که طول آن ۳۴۸ فوت ۳ اینچ (۱۰۶٫۱۵ متر) بود. این کشتی در سال ۱۹۴۱ ساخته شد.